# Michel Lefèbvre
Pour les articles homonymes, voir Michel Lefebvre et Lefèbvre.

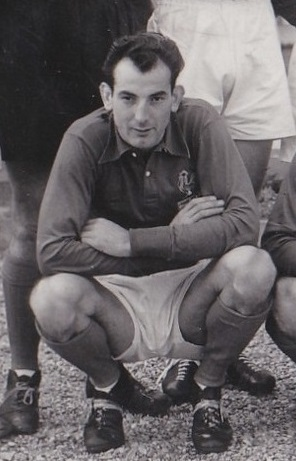
LEFEBVRE MICHEL CONVOQUE EN EQUIPE DE FRANCE

Michel Lefèbvre, né le 23 avril 1929 à Rouen et mort le 4 janvier 2011 à Isneauville, est un footballeur français. 
Ce milieu de terrain joue la majeure partie de sa carrière professionnelle à l'UA Sedan-Torcy, avec lequel il remporte la Coupe de France en 1956.

## Carrière de joueur
Joueur amateur à l'US Quevilly, il y gagne le Championnat de France amateur de football en 1954. Ces exploits attirent l'attention du sélectionneur de l'Equipe de France de football et il est convoqué pour le match amical France - Belgique qui se déroule le 11 novembre 1954 à Colombes - Stade Olympique.
Il est recruté peu de temps après par l'UA Sedan-Torcy, ambitieux club de Division 2 avec lequel il est promu dans l'élite en 1955 et remporte la Coupe de France en 1956. En 1960, il quitte Sedan pour le Limoges FC, autre pensionnaire de D1, et se retire en 1962 alors que le club a été relégué en D2.
Il dispute au cours de sa carrière 171 matchs de première division, pour 42 buts.

## Palmarès
- Vainqueur de la Coupe de France en 1956 avec l'UA Sedan-Torcy
- Vainqueur du Championnat de France amateur de football en 1954 avec l'US Quevilly